# (3409) Abramov
(3409) Abramov (1977 RE6) – planetoida z pasa głównego asteroid okrążająca Słońce w ciągu 4,83 lat w średniej odległości 2,86 j.a. Odkrył ją Nikołaj Czernych 9 września 1977 roku.